# Цезар Бароний
Цезар Бароний (на латински: Caesar Baronius) е италиански кардинал и историк на Римската католическа църква.

## Биография
Роден е в град Сора през 1538 година. Получава образованието си във Вероли и Неапол. През 1596 година е назначен за кардинал и библиотекар на Ватиканската библиотека от папа Климент VIII. По това време е формирана Свещена лига на папа Климент VIII.
Автор е на история на църквата в 12 части („Annales ecclesiastici“, Рим, 1588 – 1607). Руският превод от 1719 година под заглавие „Деяния церковная и гражданская“ е използван от Паисий Хилендарски при написването на „История славянобългарска“ (1760 – 1762), от анонимния зографски монах автор на „Зографската българска история“ (около 1760) и от Спиридон Габровски за „История во кратце о болгарском народе словенском“ (1792).